# Amtstracht

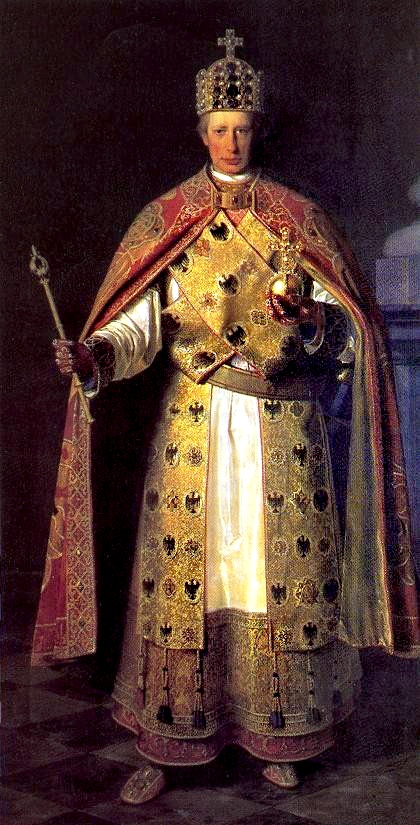
Franz II. (HRR) im Krönungsornat

Eine Amtstracht (oder Amtskleidung) ist die Berufskleidung von bestimmten Berufen oder Amtsträgern; Sie repräsentiert die Verkörperung eines öffentlichen Amtes oder eine Stellung in einem Beruf. In Österreich ist der Begriff Amtskleid gebräuchlich. Der Unterschied zu Uniformträgern besteht darin, dass Träger von Amtstrachten keine Vollzugsaufgaben oder technische Aufgaben verrichten und der Schnitt der Kleidung nicht uniformmäßig, sondern feierlich-repräsentativ ausgestaltet ist.

## Vertreter von Religionsgemeinschaften

### Christentum
Katholische Priester tragen bei der Spendung der Sakramente einen Ornat (siehe Liturgisches Gewand). Außerhalb der Gottesdienste können römisch-katholische Geistliche zu feierlichen Anlässen einen Ferraiolo in der ihnen jeweils zustehenden Farbe (Priester schwarz, Bischöfe violett, Kardinäle purpurn) tragen. Mönche tragen einen Habit, evtl. Leibkordel und Kapuze, Äbte die Halskette mit Brustkreuz. Ordensschwestern tragen eine Schwesterntracht oder Habit mit Haube. Ministranten tragen ein Ministrantenkleid.
Evangelische Pfarrer (süddeutsche Bezeichnung) bzw. Pastoren (norddeutsche Bezeichnung) tragen Talare (die aber ursprünglich kein liturgisches Gewand im eigentlichen Sinne sind). Das Barett als Kopfbedeckung zum Talar bei liturgischen Handlungen im Freien ist heute eher ungebräuchlich. Lutherische Pfarrer in der Selbständigen Evangelisch-Lutherischen Kirche tragen je nach Gemeindebeschluss einen Ornat oder den schwarzen Talar.

### Buddhismus
Mönche tragen eine Mönchskutte in Überwurfmanier ohne Kordel und Kopfbedeckung.

## Vertreter der Öffentlichen Verwaltung

### Allgemeine Verwaltung
Kommunalverwaltung: Standesbeamte gelegentlich beim Vollzug der (weltlichen) Hochzeitszeremonie

## Justiz

Englischer Anwalt mit Amtstracht und Perücke (um 1900)

In Deutschland tragen die Richter, Staatsanwälte, Rechtsanwälte und Protokollführer während der Verhandlungen Roben (in Baden-Württemberg aufgrund von § 21 AGGVG). Die Ausgestaltung der Amtstracht ist durch Ausführungsverordnungen geregelt. Im weiteren Sinne ist die Robe der an einer Gerichtsverhandlung teilnehmenden Privatpersonen (z. B. Anwälte) ebenfalls eine Amtskleidung, da sie als Organe der Rechtspflege auftreten. Anwälte können für den jeweiligen Verhandlungstermin zurückgewiesen werden, sofern sie keine Robe tragen. Außerdem setzen sie sich berufsrechtlichen Sanktionen aus. Nach § 20 S. 2 BORA besteht für Anwälte in Zivilprozessen vor dem Amtsgericht jedoch keine Verpflichtung mehr, eine Robe zu tragen. Das unberechtigte Tragen einer Amtskleidung in der Öffentlichkeit stellt in Deutschland ein Vergehen dar (§ 132a Abs. 1 Nr. 4 StGB – Missbrauch von Titeln, Berufsbezeichnungen und Abzeichen).
Auch in Österreich werden von Richtern und Staatsanwälten Amtskleider getragen, die aus einem Talar samt Kopfbedeckung (Barett) bestehen. Die Verwendung eines Amtskleides durch Rechtsanwälte ist zwar erlaubt, von Geschworenenstrafsachen und Verhandlungen vor dem Obersten Gerichtshof abgesehen, aber gänzlich unüblich geworden. In Zivilverhandlungen, insbesondere vor Bezirksgerichten, kommt auch das Tragen durch den Richter zunehmend außer Übung.
In der Schweiz wird vor Gericht keine Amtstracht getragen. Vor Militärgerichten ist es in der Regel hingegen Pflicht, eine Uniform zu tragen.
Im Vereinigten Königreich ist es noch weiterhin üblich, dass zur Robe Perücken mit Locken getragen werden.
In Russland tragen Staatsanwälte ebenfalls Uniformen.

## Hochschulen
Hochgestelltes Personal an manchen Hochschulen wie z. B. Dekane und Rektoren tragen bei festlichen Gelegenheiten Talare. Bis 1968 trugen auch Professoren Talare, jedoch nur zu entsprechenden Anlässen. Als Besonderheit im deutschen Hochschulwesen trug das Hochschullehrpersonal der Bergakademie Freiberg bis in die 1970er Jahre zu besonderen Anlässen die Bergmannsuniform. An der aus einer Bergakademie hervorgegangenen Technische Universität Clausthal sowie an der Montanuniversität Leoben (Österreich) ist dies auch derzeit noch zu vielen Anlässen der Fall.
Es ist jedoch heutzutage an vielen Hochschulen nicht mehr üblich, dass ein Talar getragen wird. Lediglich fast alle Rektoren tragen eine Amtskette.

## Diplomatischer Dienst

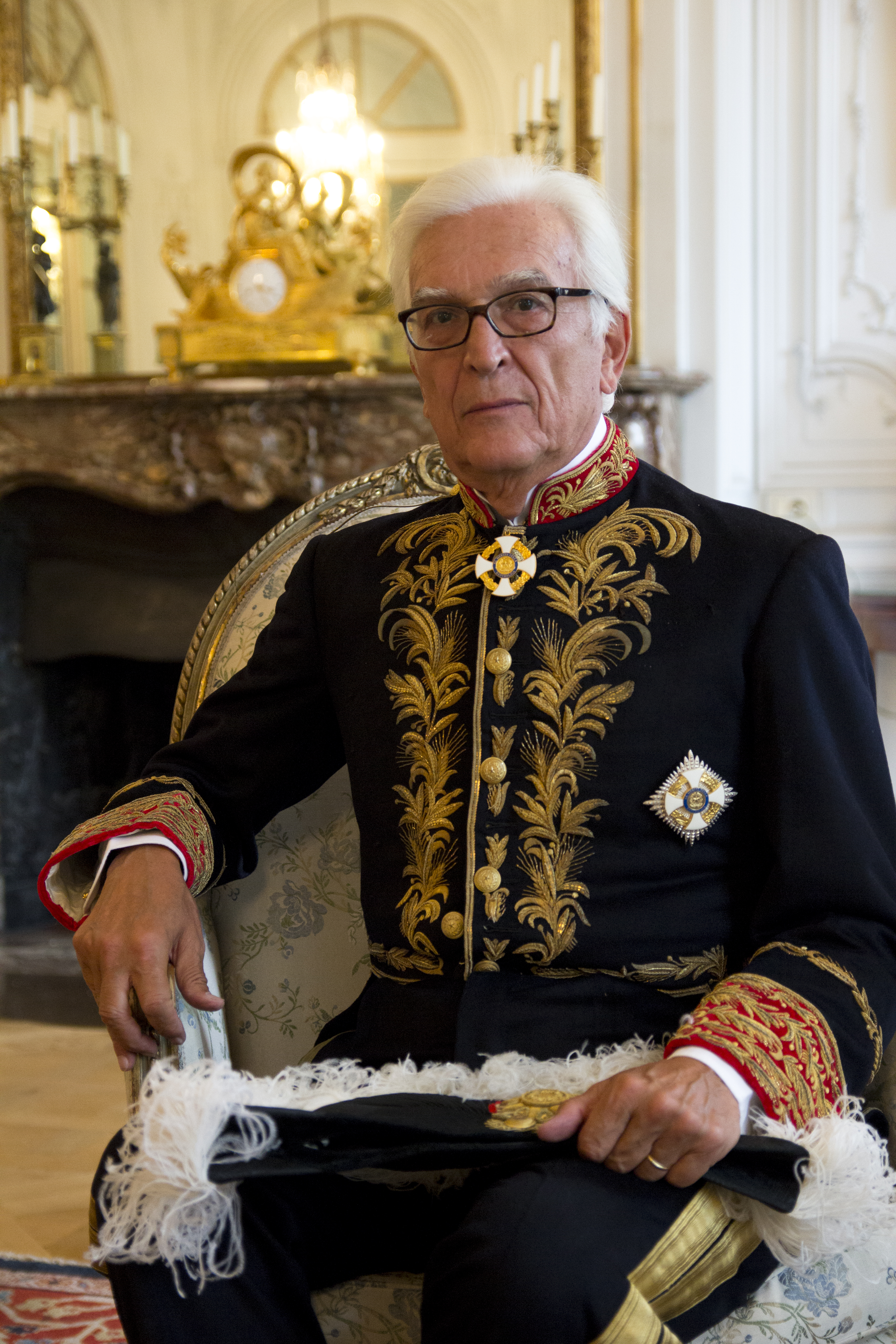
Diplomatisches Ornat der Republik Italien (2015)

In vielen Ländern der Erde ist es bis heute üblich, dass hochgestellte Diplomaten zu offiziellen Anlässen ein vorgeschriebenes Ornat tragen (z. B. Belgien, Russland, Italien, Peru, Japan, Großbritannien, Monaco, Niederlande, Thailand, Schweden, Spanien, Malteserorden und Frankreich).